# Piotr Hausvater
Piotr Józef Hausvater (ur. 13 listopada 1894 we Lwowie, zm. 21 czerwca 1966 tamże) – polski nauczyciel, muzyk, poeta, działacz teatralny.

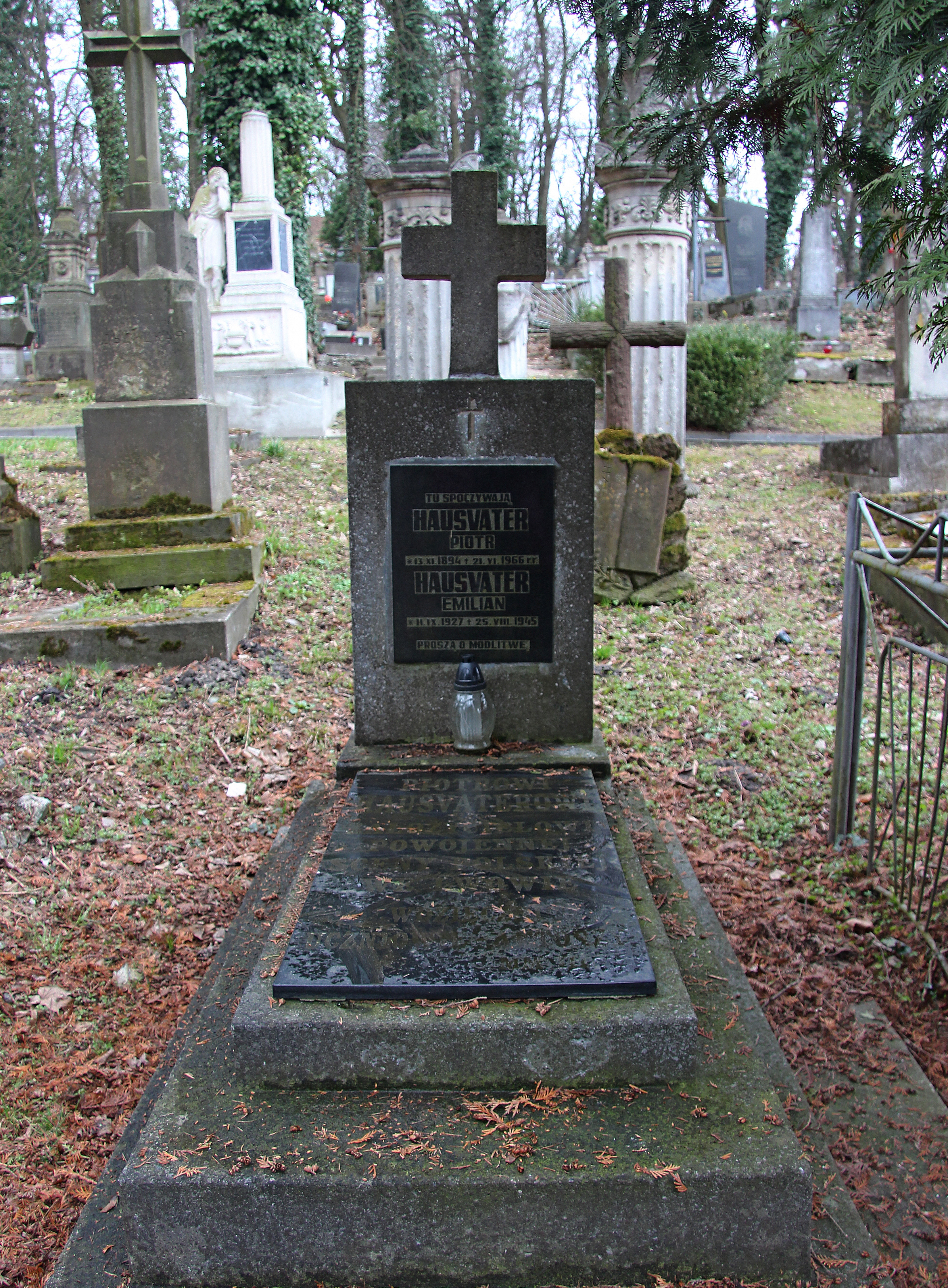
Nagrobek Piotra Hausvatera

## Biografia
Urodził się 13 listopada 1894 we Lwowie. Pracował jako nauczyciel polonista w szkołach średnich, kierował szkolnymi kółkami literackimi i teatralnymi. Był autorem podręczników do nauki języka polskiego. Po zakończeniu II wojny światowej i wysiedleniu Polaków ze Lwowa zdecydował się pozostać w tym mieście, pozostającym na terenie ówczesnej Ukraińskiej SRR. Wykładał wówczas język polski i literaturę w Polskiej Szkole nr 10 we Lwowie. W 1957 odszedł na emeryturę, jednak nadal utrzymywał kontakt z młodzieżą, rozmiłowaną w teatrze i poezji. W swoim mieszkaniu organizował dla nich spotkania, stanowiące próby teatralne (uczestniczyła w nich m.in. jego córka Anna oraz np. studenci polonistyki). Tym samym został twórcą i dyrektorem Polskiego Teatru Ludowego we Lwowie, zorganizowanego na przełomie 1957/1958. W 1958 wraz z grupą wystawił spektakl Balladyna. Zmarł 21 czerwca 1966 we Lwowie. Został pochowany na Cmentarzu Łyczakowskim we Lwowie. Po jego śmierci teatr popadł w przejściowy kryzys, później był kierowany przez Zbigniewa Chrzanowskiego.